# 靖州苗族侗族自治县
靖州苗族侗族自治县，原名靖县，位于湖南省西南边缘、怀化市南部，为怀化市辖自治县。辖域面积2,211平方公里，总人口約24万人。靖州于1987年2月由“靖县”改置，县治渠阳镇。

## 地名由来
《舆地纪胜》卷72靖州《州沿革》：“图经云，崇义二年杨晟臻以诚州来归，复置郡县，赐诚州名曰靖州。”《郡县释名》湖广卷下：取“远人安靖之义也”。

## 历史概况
春秋战国属楚，秦属黔中郡地，汉为武陵郡镡城县，东晋至南朝为舞阳县地，隋属龙标县地，唐贞观八年（634）年为朗溪县地。唐中期，居住在这里的少数民族首领自封为诚州。五代后周末年，"十峒酋长"杨再思据地称诚州刺史。宋初为羁縻州。宋元丰四年（1081年）正式置诚州。五年析沅州之贯堡砦始渠阳县。宋崇宁二年（1103年）改诚州为靖州，靖州之名源于此，渠阳县改为永平县。明洪武三年（1370年），升为靖州府，九年复降为州，裁永平入州，直隶湖广布政使司，清因之。
民国二年（1913年）9月废州为县（靖县之名始此），属辰沅道；民国12年直属于湖南省；民国二十五年（1936年）、二十六年（1937年）、二十九年（1940年）先后属第四、第七、第十行政督察区。
1949年11月间，中国人民解放军第四野战军攻占靖县。后属会同专区。1952年8月，会同专区撤销，先后设芷江专区、黔阳专区、怀化地区。1959年3月撤县并入通道侗族自治县，1961年7月复置。1987年2月经中国国务院批准，设立靖州苗族侗族自治县（简称靖州县）。

## 地理
靖州地处湖南和贵州二省交界地。西邻贵州黎平县和天柱县，南界湖南本省通道侗族自治县，东连绥宁县，北接会同县。
靖州县地处雪峰山南面和云贵高原东部斜坡边缘，地势东、西、南三面高峻，中部与北部为丘陵，盆地相间，土层较厚，土质肥活。境内有青靛山、鸿岭山、玉华山、陆家坡、九龙山、天龙山等大山。最高峰为东部青靛山主峰，海拨1178米；最低点为北部太阳坪乡咸池，海拨278米。
全境气候温和，四季分明，夏无酷署，冬少严寒，属亚热带季风湿润气候区。

## 行政区划
靖州苗族侗族自治县下辖6个镇、5个乡：
渠阳镇、甘棠镇、大堡子镇、坳上镇、新厂镇、平茶镇、太阳坪乡、三锹乡、文溪乡、寨牙乡和藕团乡。

## 政治

### 现任领导
| 机构     | 靖州苗族侗族自治县人民政府 县长 | · 中国共产党 · 靖州苗族侗族自治县委员会 · 书记 | 靖州苗族侗族自治县人民代表大会 常务委员会 主任 | · 中国人民政治协商会议 · 靖州苗族侗族自治县委员会 · 主席 |
| -------- | ------------------------------- | ---------------------------------------------- | ---------------------------------------------- | -------------------------------------------------------- |
| 姓名     | 张艳阳                          | 黄忆钢                                         | 杨景明                                         | 姜小华                                                   |
| 民族     | 苗族                            | 苗族                                           | 侗族                                           | 汉族                                                     |
| 出生地   | 湖南省永顺县                    | 湖南省武冈县                                   | 靖州苗族侗族自治县                             | 湖南省溆浦县                                             |
| 出生日期 | 1980年10月（44歲）              | 1972年2月（53歲）                              | 1969年2月（56歲）                              | 1976年10月（48歲）                                       |
| 就任日期 | 2024年6月                       | 2024年6月                                      | 2021年10月                                     | 2021年2月                                                |

## 人口
根据第七次人口普查数据，截至2020年11月1日零时，靖州苗族侗族自治县常住人口为233638人。
全县总人口为26.17万人（2004），其中市镇人口9.68万人，乡村人口16.49万人。

## 经济
全县国内生产总值为159,048万元（2004年）。

## 交通
- 209国道、 356国道过境。
- 包茂高速过境。

## 延伸阅读
[在维基数据编辑]
 《欽定古今圖書集成·方輿彙編·職方典·靖州部》，出自陈梦雷《古今圖書集成》